# Sphoeroides testudineus
Sphoeroides testudineus és una espècie de peix de la família dels tetraodòntids i de l'ordre dels tetraodontiformes.

## Morfologia
- Els mascles poden assolir 38,8 cm de longitud total[1] i 400 g de pes.[2][3]

## Alimentació
Menja bivalves, gastròpodes, foraminífers i crustacis.

## Hàbitat
És un peix de clima subtropical i associat als esculls que viu fins als 48 m de fondària.

## Distribució geogràfica
Es troba a l'Atlàntic occidental: des de Rhode Island (Estats Units) fins al sud-est del Brasil.

## Costums
Per a protegir-se dels depredadors acostuma a inflar-se com un globus.

## Observacions
No es pot menjar, ja que és verinós per als humans.